# Szepesi Tibor
Szepesi Tibor (Debrecen, 1996. július 13. –) a magyar BMX egyik legikonikusabb ridere. Kitartásának, elkötelezettségének köszönhetően, mára magyar bajnoknak, a 2019-es Év kerékpáros sportolójának és a magyar válogatott tagjának vallhatja magát. A hazai versenyek mellett büszkén képviseli hazánkat a világ majdnem minden táján, valamint  hazánkban elsőként folyamatos résztvevője az olimpiai pontszerző versenyeknek. 2020-ban egy több hónapos amerikai edzőtáborral indította az évet, amit Daniel Dhers, a sportág legnagyobb ikonjának vezetésével végzett el.

## Karrierje
Tibi életében mindig is fontos szerepet töltött be a sport. Gyerekként sok mindennel próbálkozott, azonban az igazi szerelmet két keréken szállva találta meg. 2010-ben kapta meg az első BMX-ét, amivel egy teljesen új élet nyílt meg számára. Töretlenül gyakorolt és folyamatosan fejlődött, aminek köszönhetően 2012-ben megkapta az első szponzorfelkérését, amely mind a mai napig támogatja Tibor karrierjét. A sok edzésnek azonban sajnos negatív következményei is voltak, így 2014-ben két térdműtéten esett át és egy éves kihagyásra kényszerült. 2015 a visszatérés éve volt. Felköltözött Budapestre, elkezdte az egyetemet és folytatta az edzéseket.
A nagy váltás 2018-ban következett be számára, amikor is elkezdett dolgozni jelenlegi menedzsmentjével és új módszerek kerültek be a mindennapjaiba. Tibor számos külföldi versenyen indulhatott. Megjárta Spanyolországot, Franciaországot, Kínát…
A kerékpározás ezen ágának ilyen magas szinten való műveléséhez jó fizikumra és tiszta elmére van szükség. Éppen ezért a fiatal magyar sportoló nagy hangsúlyt fektet ezen területek stabilitására. Hetente minimum négyszer jár edzőterembe, ezen felül napi szinten folytat edzéseket az itthoni és a külföldi BMX pályákon. 
2020-ban egy amerikai edzőtáborral indította a felkészülését. A nyár kezdetén azonban egy halaszthatatlan revíziós térdműtéten esett át, melynek következtében élénk rehabilitációs időszak következett. Folyamatosan azon dolgozik, hogy minél előbb és minél erősebben visszatérhessen a versenypályára, melyre minden esély meg is van ugyanis a lába óráról - órára exponenciálisan javul. A napokban már az edzőterembe és a pályára is visszatért.
Szepesi Tibor, a magyar BMX válogatott tagja 2021 nyarára megvalósítja azt, amiért az egész hazai BMX társadalom egy emberként küzd hosszú idők óta. Magyarországon, azon belül is Hajdúböszörményben egy profi felkészülésre alkalmas, nemzetközi versenyek megrendezésére is megfelelő BMX pályát épít. 
„Sokat kaptam a BMX-től, amiből most egy kicsit vissza szeretnék szolgáltatni. Egy olyan mindenki számára nyitott pályát szeretnék adni a sportágnak, amit megérdemel. Azt szeretném, hogy mindenki előtt ott legyen a lehetőség, hogy itthon tudjon készülni. Egy kb. 600 négyzetméteres pálya lesz, 10 elemmel. Az elsődleges szempontok azok voltak, hogy ugyanazok az elemek legyenek rajta, mint amik a világkupa állomásokon, illetve az olimpián is megtalálhatóak. Sok szempontból egyedülálló lesz. Tökéletesen alkalmas lesz nagyobb nemzetközi rendezvények, akár C1-es versenyek megrendezésére, illetve a világkupára, Európakupára, világbajnokságra való felkészülésre is.”

## Célkitűzés
„Mindig próbálkozom magasabbra és magasabbra repülni, azonban azt kevesebben tudják, rólam, hogy tériszonyos vagyok… Kivéve, ha BMX van alattam. Akkor akár még egy repülőből is ki mernék ugrani.!”
...
„Cél az Olimpia! Ez az, ami arra motivál minden reggel, hogy felkeljek és erőn felül teljesítsek. Folyamatosan arra a napra készülök, amikor hazám színeiben indulhatok a nyári játékokon. Álmaimban azon a pályán vagyok és szárnyalok…” 

## Eredmények
| ÉV   | MEGNEVEZÉS                             |
| ---- | -------------------------------------- |
| 2019 | Magyar Bajnok                          |
| 2019 | Év kerékpárversenyzője (Freestyle BMX) |
| 2020 | ETIL 10 program tagja                  |